# Edis Ibargüen
Edis Ibargüen (Carepa, Antioquia, 22 de noviembre de 1991) es un futbolista colombiano. Juega como delantero y su equipo actual es San Marcos de la Liga 2 de Perú.

## Trayectoria
En 2015 llega a Fortaleza, donde logra tener una destacada temporada, logrando anotar 14 goles.
Al siguiente año fue contrato por Patriotas Boyacá de la Primera División de Colombia. Además, jugó la Copa Sudamericana 2017.
Luego de un excelente 2017, ficha por The Strongest para jugar la Copa Libertadores 2018.
A inicios del 2021 ficha por Unión Comercio para afrontas la Liga 2 2021. En lo individual tuvo un gran año, logrando anotar 11 goles y en lo colectivo se quedó a un paso del ascenso luego de perder contra Carlos Stein en ronda de penales.
En el 2024 ficha por FC San Marcos, sin lograr ingresar a los Play off finales por reducción de puntos. Jugó 10 partidos, sin lograr anotar goles.

## Clubes
| Club                | País      | Año         |
| ------------------- | --------- | ----------- |
| Real Cartagena      | Colombia  | 2014        |
| Fortaleza           | Colombia  | 2015        |
| Patriotas Boyacá    | Colombia  | 2016 - 2017 |
| The Strongest       | Bolivia   | 2018        |
| Jaguares de Córdoba | Colombia  | 2019        |
| Once Caldas         | Colombia  | 2019        |
| Deportivo Pasto     | Colombia  | 2020        |
| Unión Comercio      | Perú      | 2021 - 2022 |
| Marathón            | Honduras  | 2022        |
| Bangladesh Police   | Bangladés | 2023        |
| San Marcos          | Perú      | 2024 -      |

## Estadísticas
| Club                           | Div                 | Temporada           | Liga  | Liga  | Copa Nacional | Copa Nacional | Copa Internacional | Copa Internacional | Total | Total |
| Club                           | Div                 | Temporada           | Part. | Goles | Part.         | Goles         | Part.              | Goles              | Part. | Goles |
| ------------------------------ | ------------------- | ------------------- | ----- | ----- | ------------- | ------------- | ------------------ | ------------------ | ----- | ----- |
| Real Cartagena · Colombia      | 2ª                  | 2014                | 16    | 1     | 7             | 0             | -                  | -                  | 23    | 1     |
| Real Cartagena · Colombia      | Total               | Total               | 16    | 1     | 7             | 0             | 0                  | 0                  | 23    | 1     |
| Fortaleza · Colombia           | 2ª                  | 2015                | 35    | 14    | 0             | 0             | -                  | -                  | 35    | 14    |
| Fortaleza · Colombia           | Total               | Total               | 35    | 14    | 0             | 0             | 0                  | 0                  | 35    | 14    |
| Patriotas Boyacá · Colombia    | 1ª                  | 2016                | 39    | 8     | 9             | 0             | -                  | -                  | 48    | 8     |
| Patriotas Boyacá · Colombia    | 1ª                  | 2017                | 36    | 10    | 7             | 4             | 4                  | 0                  | 47    | 14    |
| Patriotas Boyacá · Colombia    | Total               | Total               | 75    | 18    | 16            | 4             | 4                  | 0                  | 95    | 22    |
| The Strongest · Bolivia        | 1ª                  | 2018                | 34    | 6     | 0             | 0             | 5                  | 1                  | 39    | 7     |
| The Strongest · Bolivia        | Total               | Total               | 34    | 6     | 0             | 0             | 5                  | 1                  | 39    | 7     |
| Jaguares de Córdoba · Colombia | 1ª                  | 2019                | 13    | 2     | 2             | 0             | -                  | -                  | 15    | 2     |
| Jaguares de Córdoba · Colombia | Total               | Total               | 13    | 2     | 2             | 0             | 0                  | 0                  | 15    | 2     |
| Once Caldas · Colombia         | 1ª                  | 2019                | 8     | 0     | 0             | 0             | -                  | -                  | 8     | 0     |
| Once Caldas · Colombia         | Total               | Total               | 8     | 0     | 0             | 0             | 0                  | 0                  | 8     | 0     |
| Deportivo Pasto · Colombia     | 1ª                  | 2020                | 11    | 1     | 1             | 0             | 1                  | 0                  | 13    | 1     |
| Deportivo Pasto · Colombia     | Total               | Total               | 11    | 1     | 1             | 0             | 1                  | 0                  | 13    | 1     |
| Unión Comercio · Perú          | 2ª                  | 2021                | 24    | 11    | 3             | 1             | -                  | -                  | 27    | 12    |
| Unión Comercio · Perú          | 2ª                  | 2022                | 7     | 0     | 0             | 0             | -                  | -                  | 7     | 0     |
| Unión Comercio · Perú          | Total               | Total               | 31    | 11    | 3             | 1             | 0                  | 0                  | 34    | 12    |
| Total en su carrera            | Total en su carrera | Total en su carrera | 223   | 53    | 29            | 5             | 10                 | 1                  | 262   | 59    |

## Palmarés

### Distinciones individuales
| Distinción                             | Año  |
| -------------------------------------- | ---- |
| Mejor once de la Liga 2 según la SAFAP | 2021 |